# Olympische Sommerspiele 2016/Teilnehmer (Cookinseln)
| Gelbes Symbol für Goldmedaillen mit stilisierten Olympischen Ringen | Graues Symbol für Silbermedaillen mit stilisierten Olympischen Ringen | Braundes Symbol für Bronzemedaillen mit stilisierten Olympischen Ringen |
| ------------------------------------------------------------------- | --------------------------------------------------------------------- | ----------------------------------------------------------------------- |
| —                                                                   | —                                                                     | —                                                                       |

Die Cookinseln nahmen an den Olympischen Spielen 2016 in Rio de Janeiro teil. Es war die insgesamt achte Teilnahme an den Olympischen Sommerspielen. Das Cook Islands Sports and National Olympic Committee nominierte neun Athleten in fünf Sportarten.

## Teilnehmer nach Sportarten

### Gewichtheben
| Athleten     | Wettbewerb        | Reißen  | Reißen | Stoßen  | Stoßen | Zweikampf | Zweikampf | Rang |
| Athleten     | Wettbewerb        | Gewicht | Rang   | Gewicht | Rang   | Gewicht   | Rang      | Rang |
| ------------ | ----------------- | ------- | ------ | ------- | ------ | --------- | --------- | ---- |
| Frauen       |                   |         |        |         |        |           |           |      |
| Luisa Peters | Klasse über 75 kg | 100 kg  | 14     | 124 kg  | 14     | 224 kg    | 14        | 14   |

### Kanu

#### Kanuslalom
| Athleten        | Wettbewerb | Vorlauf     | Vorlauf | Halbfinale    | Halbfinale    | Finale        | Finale        | Rang |
| Athleten        | Wettbewerb | Zeit        | Rang    | Zeit          | Rang          | Zeit          | Rang          | Rang |
| --------------- | ---------- | ----------- | ------- | ------------- | ------------- | ------------- | ------------- | ---- |
| Frauen          |            |             |         |               |               |               |               |      |
| Ella Nicholas   | K-1        | 1:59,69 min | 18      | ausgeschieden | ausgeschieden | ausgeschieden | ausgeschieden | 18   |
| Männer          |            |             |         |               |               |               |               |      |
| Bryden Nicholas | K-1        | 1:45,18 min | 21      | ausgeschieden | ausgeschieden | ausgeschieden | ausgeschieden | 21   |

### Leichtathletik
Laufen und Gehen 
| Athleten      | Wettbewerb | Vorlauf     | Vorlauf | Runde 1 | Runde 1 | Halbfinale    | Halbfinale    | Finale        | Finale        | Rang |
| Athleten      | Wettbewerb | Zeit        | Rang    | Zeit    | Rang    | Zeit          | Rang          | Zeit          | Rang          | Rang |
| ------------- | ---------- | ----------- | ------- | ------- | ------- | ------------- | ------------- | ------------- | ------------- | ---- |
| Frauen        |            |             |         |         |         |               |               |               |               |      |
| Patricia Taea | 100 m      | 12,30 s     | 6       | 12,41 s | 61      | ausgeschieden | ausgeschieden | ausgeschieden | ausgeschieden | 61   |
| Männer        |            |             |         |         |         |               |               |               |               |      |
| Alex Beddoes  | 800 m      | 1:52,76 min | 51      | –       | –       | ausgeschieden | ausgeschieden | ausgeschieden | ausgeschieden | 51   |

### Schwimmen
| Athleten             | Wettbewerb      | Vorlauf    | Vorlauf | Halbfinale    | Halbfinale    | Finale        | Finale        | Rang |
| Athleten             | Wettbewerb      | Zeit       | Rang    | Zeit          | Rang          | Zeit          | Rang          | Rang |
| -------------------- | --------------- | ---------- | ------- | ------------- | ------------- | ------------- | ------------- | ---- |
| Frauen               |                 |            |         |               |               |               |               |      |
| Tracy Keith-Matchitt | 100 m Freistil  | 58,99 s    | 38      | ausgeschieden | ausgeschieden | ausgeschieden | ausgeschieden | 38   |
| Männer               |                 |            |         |               |               |               |               |      |
| Wesley Roberts       | 1500 m Freistil | 15:44,32 s | 44      | –             | –             | ausgeschieden | ausgeschieden | 44   |

### Segeln
Fleet Race
| Athleten      | Wettbewerb   | Qualifikation | Qualifikation | Medal Race    | Medal Race    | Punkte | Rang |
| Athleten      | Wettbewerb   | Punkte        | Rang          | Punkte        | Rang          | Punkte | Rang |
| ------------- | ------------ | ------------- | ------------- | ------------- | ------------- | ------ | ---- |
| Frauen        |              |               |               |               |               |        |      |
| Teau McKenzie | Laser Radial | 303           | 35            | ausgeschieden | ausgeschieden | 303    | 35   |
| Männer        |              |               |               |               |               |        |      |
| Taua Henry    | Laser        | 362           | 44            | ausgeschieden | ausgeschieden | 362    | 44   |